# Pearl growing
Pearl growing (svenska:pärlodling) är en strategi för informationssökning. Begreppet kan användas för olika företeelser vilka har det gemensamma att man utgår från ett känt dokument för att ta sig vidare i informationssökningen. På så sätt bygger man på sin "pärla".  
Pärlodling kan ske genom att man använder referenser ur det kända dokumentet och på så sätt letar sig fram till mer information. Det kan även ske genom att man plockar ut relevanta termer (namn, ämnesord, citat etc.) för användning vid sökning i exempelvis databaser eller sökmotorer. 